# Protororqualus
Protororqualus — рід вимерлих смугачів пізнього пліоцену (піаценціан, 3.6—2.6 млн років) гори Пульнаско, Італія.
Аналіз, проведений Bisconti 2007, визначив Protororqualus як пізніх представників смугачів, які збереглися в Середземному морі принаймні до пізнього пліоцену. Це вказує на те, що середземноморський басейн відігравав життєво важливу роль у збереженні примітивних смугачів, тоді як більш похідні форми утвердилися в інших океанах.

## Анатомія
Protororqualus — представник ранніх смугачів, які харчувалися інакше, ніж сучасні види. Порівняно з латеральними вигнутими зубами останнього, його зуби більш прямі. Іншим примітивним характером є те, що передня межа надпотиличного відділу має трикутну форму і загострена, як у міоценових Cetotheriidae.

## Таксономічна історія
Типовий вид, Protorqualus cuvierii, спочатку був описаний у 1829 році як вид Balaena, але пізніше перенесений до бельгійського роду Plesiocetus. Після синонімії Plesiocetus з Balaenoptera, B. cuvieri вважався видом Balaenoptera], хоча деякі автори розглядали його як вид Cetotherium. Пізніші роботи, однак, показали, що скелет гори Пульньяско в цілому відрізнявся від інших викопних і збережених смугачів, щоб гарантувати його власний рід.